# Округ Хартфорд (Конектикат)
Округ Хартфорд (енгл. Hartford County) је округ у америчкој савезној држави Конектикат.

## Демографија
По попису из 2010. године број становника је 894.014, што је 36.831 (4,3%) становника више него 2000. године.
| Група             | 2000.           | 2010.           |
| Белци             | 625.797 (73,0%) | 591.283 (66,1%) |
| Афроамериканци    | 99.936 (11,7%)  | 119.191 (13,3%) |
| Азијати           | 20.775 (2,4%)   | 37.958 (4,2%)   |
| Хиспаноамериканци | 98.968 (11,5%)  | 136.783 (15,3%) |
| Укупно            | 857.183         | 894.014         |